# Mes chers voisins
Ne doit pas être confondu avec Nos chers voisins ou Nos pires voisins.
Pour plus de détails, voir Fiche technique et Distribution.
Mes chers voisins (La comunidad) est un film espagnol réalisé par Álex de la Iglesia en 2000.

## Synopsis
Julia, un agent immobilier, s'aperçoit lors de la visite d'un appartement qu'un des locataires de l'immeuble est décédé. Elle découvre et s'empare des trois cents millions de pesetas que le défunt avait gagnés au loto sportif et dissimulés dans son appartement. Mais les voisins veillent. Déjà, ils avaient empêché « le vieux » de sortir de l'immeuble avec son magot. Ils feront de même avec Julia. Mais un avatar de Dark Vador veille.

## Fiche technique
- Titre : Mes chers voisins
- Titre original : La comunidad
- Réalisation : Álex de la Iglesia
- Scénario : Jorge Guerricaechevarria et Álex de la Iglesia
- Musique : Roque Baños et José Padilla
- Film espagnol
- Genre : comédie noire
- Durée : 105 minutes
- Interdit aux moins de 12 ans
- Dates de sortie :
  - Espagne : 29 septembre 2000
  - France : 3 juillet 2002

## Distribution
- Carmen Maura (VF : Véronique Augereau) : Julia
- Eduardo Antuña (VF : Philippe Bozo) : Charli
- María Asquerino : Encarna
- Jesús Bonilla (VF : Bernard-Pierre Donnadieu) : Ricardo
- Marta Fernandez Muro : Paquita
- Paca Gabaldón (VF : Christine Delaroche) : Hortensia
- Ane Gabarain : Karina
- Sancho Gracia (VF : Bernard Tixier) : Castro
- Emilio Gutiérrez Caba (VF : Gérard Rinaldi) : Emilio
- Kiti Manver (VF : Anne Plumet) : Dolores
- Terele Pávez (VF : Nathalie Nerval) : Ramona
- Roberto Perdomo (VF : Julien Kramer) : Oswaldo
- Manuel Tejada : Chueca
- Enrique Villén (VF : Gérard Dessalles) : Dominguez

## Distinctions
Le film obtint :
- la Coquille d'argent de la meilleure actrice pour Carmen Maura au Festival de Saint-Sébastien 2000.
- le Prix du jury et le Prix des lecteurs CinéLive au Festival du film policier de Cognac en 2001.
- 3 Goyas en 2001 : celui de meilleure actrice pour Carmen Maura, du meilleur second rôle masculin pour Emilio Gutiérrez Caba et des meilleurs effets spéciaux.